# Carl Otto Fey
Carl Otto Fey (* 13. Juli 1894 in Düsseldorf; † 1971 in Altenkirchen) war ein Jagd- und Tiermaler sowie Zeichner der Düsseldorfer Schule.

## Leben
Sein Vater war der Dekorationsmaler Carl Fey, wohnhaft Mendelssohnstraße 21. Nach dem Besuch des Städtischen Reform-Gymnasiums an der Rethelstraße lernte er auch bei Alfons Peerboom (1877–1959), einem in Düsseldorf lebenden niederländischen Stillleben- und Interieurmaler, das Malen. 1918 zog er in die Niederlande und von dort nach Frankreich, beide Länder waren bevorzugte Malorte deutscher Impressionisten. 1940 kehrte er kriegsbedingt nach Düsseldorf zurück. Nach der Zerstörung seines Hauses ließ er sich 1943 in Altenkirchen im Westerwald nieder.
Nach 1945 wandte sich Carl Otto Fey Jagdmotiven zu und wurde mit diesem Genre weltweit bekannt. Studienreisen unternahm Fey nach Frankreich, Italien, Österreich, Ungarn, Jugoslawien, Holland, Belgien, England und in die Schweiz. Er hatte Einzel- und Ausstellungsbeteiligungen in Berlin, Bielefeld, Dresden, Düsseldorf, München, Hannover, Krakau, Koblenz, Luxemburg, Prag und Wien.

## Werk
Spätestens mit seiner Niederlassung in Altenkirchen dominierten Jagdmotive sein Œuvre. Inspirationen lieferte der Westerwald, teilweise auch andere Mittelgebirge Deutschlands. Das Wild und sein Lebensraum im Wald und in Lichtungen sind sein Hauptmotiv. Das unmittelbare Naturerleben, die Freiluftmalerei und der pastose Farbauftrag zeigen Parallelen zum Impressionismus und zur Tiermalerei.
Im Frühwerk sind auch Werke mit Marinedarstellungen, Landschaften und Porträts entstanden. Fey experimentierte auch mit Darstellungen von Aquarien. Er signierte seine Werke mit C.O. FEY.

### Einzelne Werke
- Kaiser Wilhelm, Öl auf Leinwand
- Kleines Dampfboot, Öl auf Leinwand
- Beilstein an der Mosel, Öl auf Leinwand
- Landschaft mit Mühle bei Zaandam, Öl auf Leinwand, 41 × 30,5 cm (in Düsseldorf gemalt)
- Niederrhein. Altwasser
- Wildschwein im Schnee, Öl auf Malplatte, 60 x 50 cm
- Herbstliche Jagdpause, Öl auf Malplatte, 60 x 50 cm
- Im Revier, Öl auf Malplatte, 24 x 18 cm
- Zwei Fasanenpärchen auf weiter Lichtung im Moor, Öl auf Malplatte, 18 x 24 cm
- Fische, Öl auf Malplatte, 56 x 55 cm

## Rezeption seines Werks
Als Franz-Josef Wuermeling 1945 als Vorstand der Basalt AG kurzzeitig auch Bürgermeister der Stadt Linz am Rhein war, ließ er im Rathaus Gemälde von Fey aufhängen. Später nahm es später nach Bonn mit, kehrte als Leihgabe jedoch 2005 wieder in das Rathaus zurück. 1954 erwarb das Kultusministerium des Landes Nordrhein-Westfalen erstmals ein Werk von Fey. In den 1950er und 1960er Jahren hingen Werke von Fey (als Zeichen einer Heimat- und Naturverbundenheit) in zahlreichen Vorstandsetagen.
- 1954: Ehrenpreis des Kultusministerium Nordrhein-Westfalen
- 1954: Kulturpreis des deutschen Jagdverbandes
- 1963: Silbermedaille der Deutschen Jagdausstellung